# Кёртисс, Гленн Хаммонд

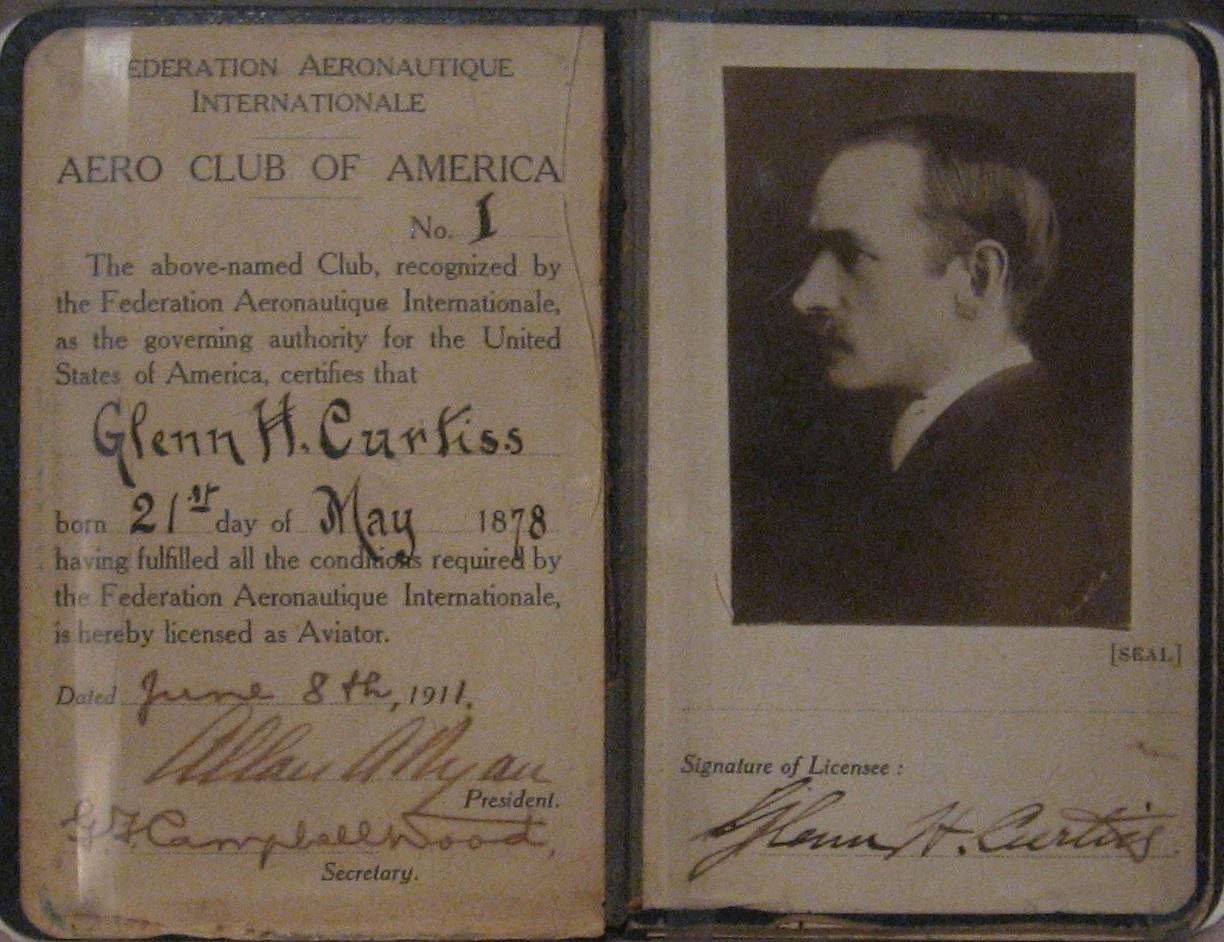
Удостоверение пилота Гленна Кёртисса

Гленн Хаммонд Кёртисс (Кертисс, англ. Glenn Hammond Curtiss; 21 мая 1878 — 23 июля 1930) — американский пионер авиации, основатель Curtiss Aeroplane and Motor Company, сегодня часть Curtiss-Wright Corporation.

## Рождение и ранняя карьера
Кёртисс родился в 1878 году в Хаммондспорт, штат Нью-Йорк в семье Фрэнка Ричмонда Кёртисса и Луа Эндрюс. Несмотря на то, что он получил только восемь классов образования, его ранний интерес к механике и изобретательству проявился в первой же его работе в Eastman Dry Plate and Film Company (позднее Eastman Kodak Company) в Рочестере, штат Нью-Йорк. Он нашёл способ адаптировать трафаретную машину для использования на заводе, а позднее собрал простую камеру для обучения фотографии.
7 марта 1898 Кёртисс женился на Лене Пирл Нефф, дочери Ги Л. Неффа, в Логанспорте, Индиана. Кёртисс начал свою карьеру велогонщика, посыльного Western Union, и в итоге владельца веломагазина. Его интерес перешёл на мотоциклы, когда появились двигатели внутреннего сгорания. Он начал строить мопеды с собственным одноцилиндровым двигателем внутреннего сгорания, в котором изначально использовалась банка из-под помидоров в качестве карбюратора. В 1903 он установил рекорд скорости на мотоцикле — 103 км/ч на дистанции одна миля (1,6 км). В 1907 он установил новый рекорд — 219,31 км/ч, на мотоцикле собственной разработки. Это был весьма внушительный результат, особенно учитывая отсутствие тормозов на его мотоцикле. В это время он стал в США производителем гоночных мотоциклов No. 1.

## Братья Райт
В августе 1906 Кёртисс совершил полёт с Томом Болдуином на его дирижабле в Дейтон, Огайо, во время которого он посетил братьев Райт — они помогли пришвартовать дирижабль, затем Кёртисс обсудил с ними вопросы, связанные с авиационными двигателями и пропеллерами, предмет их общего интереса. Так как Кёртисс делал самые лёгкие двигатели в США, в 1907 году Александер Грэм Белл предложил ему вступить в его Aerial Experiment Association для совместной постройки самолёта; он совершил первый в США «официальный» полёт на аппарате тяжелее воздуха (4 июля 1908 года на самолёте June Bug). Постройка этого и более поздних самолётов вовлекли Кёртисса в тяжбу по поводу нарушения патента братьев Райт, которую он проиграл в 1913-м. Он стал первым человеком, получившим лицензию пилота от Aero Club of America 8 июня 1911 года.

## Соревнование

Авиатор Луи Полан (слева) с Гленном Кёртиссом

В августе 1909 года Кёртисс принял участие в первом авиационном соревновании, Grande Semaine d’Aviation в Реймсе, Франция, организованном Французским аэроклубом. Братья Райт, которые пытались продать свои машины в Берлине в это время, не приняли в соревновании участия; однако впоследствии они предъявили иск Кёртиссу о нарушении их патента. Кёртисс пролетел 10-километровую дистанцию со скоростью 75 км/ч, обойдя своего преследователя Луи Блерио, и выиграл Кубок Гордона Беннетта. Это позволило ему стать вторым, после Блерио, пилотом с лицензией в Европе (братья Райт стали 4-м и 5-м)[кто третьим?].

## Довоенные годы
29 мая 1910 Кёртисс совершил полёт из Олбани вдоль Гудзона в Нью-Йорк Сити, таким образом он выиграл приз в 10,000 долларов США от издателя Джозефа Пулитцера — он пролетел 220 км за 153 минуты со средней скоростью около 89 км/ч, затем облетел Манхэттен и Статую Свободы. Кёртисс получил первую в США лицензию пилота в 1911 году (братья Райт получили 4-ю и 5-ю)[кто был вторым и третьим?].
В 1910 году ВМС США выразили заинтересованность в самолёте, видя их ценность для целей разведки, но они не были уверены в том, какой должна была быть эта модель, чтобы она могла взаимодействовать с военными кораблями. Кёртисс открыл предприятие в Сан-Диего и сотрудничал с ВМС, подготовив несколько пилотов и создав биплан Модель «D», который стал первым самолётом, взлетевшим с корабля. 14 ноября 1910 года Юджин Эли взлетел с крейсера USS Birmingham, оборудованного короткой взлётной платформой, пролетел 2,5 мили и успешно приземлился на берегу.
Самолёты быстро совершенствовались и становились всё более надёжными, становилось очевидно, что роль авиации в мире растёт, и это не просто модное веяние. Кёртисс был один из пионеров авиации, которые признали, что строительство взлётно-посадочных полос во всём мире займёт определённое время, и чтобы сделать первые шаги промышленность должна была создать жизнеспособный самолёт, который мог приземлиться и взлетать с поверхности воды, поскольку существующие морские порты были уже транспортными центрами. Он решил сконструировать поплавки и адаптировать их к Модели D, чтобы этот самолёт мог взлетать и приземлиться на воде с целью доказать жизнеспособность такой концепции.
В 1911 Кёртисс построил гидросамолёт Triad A-1, который имел и колёса, и поплавки. Этот самолёт был немедленно признан настолько очевидно полезным, что был куплен Флотом США, Россией, Японией, Германией и Великобританией. Кёртисс выиграл Приз Колье за разработку этого самолёта.
Морской генеральный штаб Российской Империи получив сообщение от военно-морского атташе в США о том, что армия США закупила 1 аэроплан Кёртисса, а также изучив характеристики аэроплана, принял решение о закупке гидроаэропланов (поплавковых гидросамолётов) для нужд Черноморского Флота. 29 февраля 1912 года, по результатам испытаний, был заключён контракт на покупку трёх гидроаэропланов Кёртиса общей стоимостью 100000 французских франков, и 10 июля 1912 года первый гидроаэроплан Кёртисса уже совершил полёт над эскадрой Черноморского флота. Всего до 1913 года было заключено три контракта, по которым было поставлено восемь гидроаэропланов моделей «Д-75» — 2 шт., «Е-75» — 6 шт. (75 означает мощность мотора) и одна «летающая лодка» с мотором 100 л. с. модели «Ф». Гленн Кёртисс лично прибыл в Крым, чтобы присутствовать на испытаниях своей новейшей «летающей лодки». Машина очень понравился военным и подобные аппараты в дальнейшем пришли на смену гидроаэропланам, которые более не заказывались.
В этот период своей жизни Кёртисс познакомился с отставным офицером английского флота Джоном Сирилом Порте, который искал партнёра для постройки самолёта для выигрыша приза Daily Mail за трансатлантический перелёт. В 1912 Кёртисс построил двухместный «Flying Fish», большой самолёт, который был классифицирован как летающее судно, так как нижняя часть его корпуса находился в воде. Кёртисс полагал, что такое решение наилучшим образом подойдёт для большого дальнемагистрального самолёта, который должен взлетать и садиться на водную поверхность, а также должно быть устойчиво при больших волнах. В сотрудничестве с Порте в 1914 году Кёртисс разработал аппарат, который получил название «Америка», большой гидросамолёт с двумя двигателями для перелёта через Атлантический океан. Однако начало Первой мировой войны потребовало возвращения Порте на службу в Королевский флот на Экспериментальную базу гидропланов, для которой позднее были приобретены несколько экземпляров «Америки», получившими название H-4. Порте запатентовал и продолжал работать над развитием самолёта, построив Felixstowe, дальний патрульный самолёт. Позднее британские разработки были проданы Вооружённым силам США, в результате Кёртисс смог построить модель F5L.
Завод Кёртисса построил 68 «Больших Америк», которые получили дальнейшее развитие в H-12, единственный разработанный и построенный в США самолёт, принимавший участие в боевых действиях в Первой мировой войне.

## Первая мировая война и послевоенные годы
В 1916 году приблизилось вступление США в вооружённый конфликт. Армия США заказала простой, лёгкий в управлении учебный самолёт. Кёртисс создал JN-4 «Jenny» для Армии и его версию — гидросамолёт N-9 для Флота. Этот самолёт стал одним из известнейших продуктов компании Кёртисса, тысячи единиц которого были проданы вооружённым силам США, Канады и Великобритании. Спрос на самолёты со стороны гражданских и военных властей быстро рос, что привело к созданию 18 000 рабочих мест в Буффало и 3 000 — в Хаммондспорте.
В 1917 Флот США заказал Кёртиссу проект четырёхдвигательного летательного аппарата дальнего радиуса действия, достаточно большого, чтобы нести команду в пять человек. Этот самолёт стал известен как NC-4. Послевоенный спад военных заказов привёл к значительному сокращению на заводах Кёртисса, и Гленн Кёртисс занялся техническим развитием своих моделей. Мировой спрос на всё более и более крупные гидросамолёты продолжал быть основным источником для выживания компании Кёртисса в межвоенный период.
Дважды гидросамолёты Кёртисса выигрывали Кубок Шнейдера, в 1923 и в 1925 годах.
Пилотируемый лейтенантом Армии США Кирасом Беттисом Curtiss R3C выиграл гонку за приз Пулитцера 12 октября 1925, скорость составила 400,6 км/ч. Тринадцатью днями позже Джимми Дулиттл выиграл Кубок Шнейдера на том же самом гидросамолёте. Дулиттл прошёл дистанцию с максимальной скоростью 374 км/ч.

## Спор о патенте
Судебный процесс относительно патента братьев Райт продолжался в течение нескольких лет, пока не было принято судебное решение в пользу последних уже во время Первой мировой войны, после отхода Орвилла от бизнеса и перехода его компании только на двигателестроение. Последний самолёт Райт, Модель L, был единственным опытным образцом «разведывательного» самолёта, построенного в 1916. После вовлечения США в войну в 1917 году Правительство США заключило большой и прибыльный контракт с Кёртиссом на строительство самолётов для армии. Wright Aeronautical Corporation, наследник Wright Company, объединилась с Curtiss Aeroplane and Motor Company 5 июля 1929 года, новая компания получила название Curtiss-Wright company незадолго до смерти Гленна Кёртисса.

## Смерть
Гленн Кёртисс умер в 1930 году в Буффало от осложнений после удаления аппендикса, и был похоронен в Хаммондспорте, Нью-Йорк.

## Даты жизни
- 1878 Родился в Хаммондспорте, Нью-Йорк
- 1898 Свадьба
- 1900 Велосипедная мануфактура Геркулес
- 1901 Разработка мотоциклов и мотогонки
- 1903 Чемпион США по мотоспорту
- 1904 Полёт с Томасом Скоттом Болдуином на его дирижабле
- 1904 Мировой рекорд скорости
- 1905 Создание G.H. Curtiss Manufacturing Company, Inc.
- 1905 Установил мировые рекорды на дистанциях 1, 2 и 3 мили на мотоцикле
- 1906 Кёртисс получает заказ от братьев Райт на авиационный двигатель
- 1907 Кёртисс начинает работать над созданием самолёта у Александера Грэма Белла
- 1907 Установил мировой рекорд скорости на мотоцикле 124.9 км/ч
- 1907 Установил мировой рекорд скорости на мотоцикле с двигателем V8 219.45 км/ч
- 1908 Первый полёт на дирижабле армии США в качестве военного инженера
- 1908 Первые полёты самолёта с элеронами
- 1908 Ведущий конструктор и пилот «June Bug» с 4 июля
- 1909 Построил и продал первый частный самолёт в США
- 1909 Установил мировой рекорд скорости на самолёте 74,8 км/ч в Реймсе, Франция
- 1909 Первый лицензионный авиапроизводитель в США.
- 1909 Открыта первая лётная школа в США и первые авиашоу
- 1910 Перелёт из Олбани в Нью-Йорк Сити
- 1910 Первая учебная бомбардировка на озере Кеука
- 1910 Кёртисс впервые применил огнестрельное оружие на самолёте
- 1910 Первая радиосвязь с самолётом, пилотируемым Кёртиссом
- 1910 Обучение Бланш Стюарт Скотт, первой женщины-пилота в США
- 1910 Первый успешный старт с военного корабля (Eugene Burton Ely, на самолёте Кёртисса)
- 1911 Первая посадка на корабль (Eugene Burton Ely, на самолёте Кёртиссае) (через 2 месяца)
- 1911 Лицензия пилота № 1, за полёты на «June Bug»
- 1911 Патент на элероны
- 1911 Разработан первый успешный гидросамолёт в США
- 1911 Гидросамолёт A-1 Triad приобретен Флотом США (первый самолёт во Флоте США)
- 1911 Впервые применено двойное управление в самолёте
- 1911 Разработано шасси для гидроплана
- 1911 Его первый самолёт продан армии США 27 апреля
- 1912 Разработано и испытано первое «летающее судно» на озере Кеука
- 1914 Начато производство «Jennys» и других моделей самолётов, включая гидросамолёты
- 1919 Гидросамолёт Curtiss NC-4 пересёк Атлантику
- 1919 Начато частное производство самолётов с Oriole
- 1921 Передача его тренировочного аэродрома Флоту
- 1925 Постройка особняка в Майами Спрингс.
- 1928 Основание Curtiss Aerocar Company в Опа-Лока
- 1930 Смерть в Буффало